# بيرنارد هيرمان
بيرنارد هيرمان (بالإنجليزية: Bernard Herrmann)‏ (1911 – 1975 م) هو ملحن، وقائد فرقة موسيقية، ومؤلف موسيقى تصويرية أمريكي من أصول روسية. يعتبر من أشهر ملحني الأفلام في القرن العشرين. لحن عدة أفلام للمخرج ألفريد هيتشكوك أعطته سمعة عالمية، أشهرها موسيقى فيلم سايكو (1960).

## سيرته
بينما كان طالبا في مدرسة «دويت كلينتون الثانوية» العامة في برونكس، التحق بدورات لتعلم الموسيقى في جامعة نيويورك. واصل دراسته في مدرسة جوليارد للموسيقى، وفي الثلاثينات الميلادية كان واحدا من مجموعة من الملحنين الشباب المرتبط بالملحن تشارلز آيفز.
في عام 1934 عمل هرمان لدى إذاعة سي بي إس كملحن وموزع وقائد أوركسترا. وهناك عمل أيضا في برنامج الإذاعة المعروف «مسرح ميركوري» الذي كان يذاع على الهواء ويخرجه أورسون ويلز، حيث ألف للبرنامج موسيقى بأساليب متنوعة لزيادة التأثير الدرامي لتلك المسرحيات الإذاعية. عندما وقع أورسن ويلز عقدا لإخراج فيلمه الأول (المواطن كين) في عام 1939، أحضر معه العديد ممن شاركه في ذلك البرنامج الإذاعي، وكان هيرمان من ضمنهم، ما أدى إلى انطلاق هرمان في مهنة الموسيقى السينمائية.
لاقت أعمال هيرمان منذ بدايته في 1941 في فيلمي المواطن كين والشيطان ودانييل وبستر (الذي حصل بموجبه على جائزة الأوسكار) استحسانا كبيرا، إلا أن أعمال هيرمان مع المخرج ألفريد هيتشكوكفي الخمسينات والستينيات أعطته الشهرة والتقدير الكبيرين. ومن بين تلك الأعمال: دوار (1958)، شمالا إلى الشمال الغربي (1959). ألف هرمان الموسيقى لمسلسلات تلفزيونية مختلفة، منها مسلسل توايلايت زون.
كما قاد هيرمان مجموعة متنوعة من موسيقى الحفلات، أشهرها الإعداد الأوبرالي لرواية مرتفعات ويذرنغ. لكن طوال حياته المهنية، ظلت موسيقى السينما والتلفزيون هي المحور الأساسي لنشاطه الإبداعي. توفي هيرمان في عام 1975، بعد يوم واحد فقط من انتهاءه من تلحين فيلم سائق التاكسي (1976) للمخرج مارتن سكورسيزي.

## أهم أعماله
| السنة | الفيلم                              | المخرج          |
| ----- | ----------------------------------- | --------------- |
| 1941  | المواطن كين                         | أورسن ويلز      |
| 1941  | الشيطان ودانييل وبستر               | وليام ديتيرلي   |
| 1942  | آل أمبرسون الأجلاء                  | أورسن ويلز      |
| 1943  | جين آير                             | روبر ستيفنسون   |
| 1946  | أنا وملك سيام                       | جون كرومويل     |
| 1947  | الشبح والسيدة موير                  | جوزيف مانكيفيتس |
| 1951  | يوم وقفت الأرض ساكنة                | روبرت وايز      |
| 1951  | على أرض خطرة                        | نيكولاس راي     |
| 1952  | 5 أصابع                             | جوزيف مانكيفيتس |
| 1952  | ثلوج كليمنجارو                      | هنري كنج        |
| 1954  | المصري (بالاشتراك مع ألفريد نيومان) | مايكل كورتيز    |
| 1955  | المشكلة مع هاري                     | ألفريد هيتشكوك  |
| 1956  | الرجل الذي عرف أكثر من اللازم       | ألفريد هيتشكوك  |
| 1956  | الرجل الخطأ                         | ألفريد هيتشكوك  |
| 1958  | دوار                                | ألفريد هيتشكوك  |
| 1959  | شمالا إلى الشمال الغربي             | ألفريد هيتشكوك  |
| 1960  | سايكو                               | ألفريد هيتشكوك  |
| 1964  | مارني                               | ألفريد هيتشكوك  |
| 1966  | فهرنهيت 451                         | فرانسوا تروفو   |
| 1968  | العروس تلبس الأسود                  | فرانسوا تروفو   |
| 1973  | أخوات                               | براين دي بالما  |
| 1976  | هوس                                 | براين دي بالما  |
| 1976  | سائق التاكسي                        | مارتن سكورسيزي  |

## جوائز وترشيحات
| جائزة الأوسكار لأفضل موسيقى تصويرية | الشيطان ودانييل وبستر | 1941 | فوز   |
| جائزة الأوسكار لأفضل موسيقى تصويرية | المواطن كين           | 1941 | ترشيح |
| جائزة الأوسكار لأفضل موسيقى تصويرية | أنا وملك سيام         | 1947 | ترشيح |
| جائزة الأوسكار لأفضل موسيقى تصويرية | هوس                   | 1977 | ترشيح |
| جائزة الأوسكار لأفضل موسيقى تصويرية | سائق التاكسي          | 1977 | ترشيح |

- 1977: جائزة الأكاديمية البريطانية لأفضل موسيقى لفيلم سائق التاكسي.

## وصلات خارجية
- بيرنارد هيرمان على موقع IMDb (الإنجليزية)
- بيرنارد هيرمان على موقع الموسوعة البريطانية (الإنجليزية)
- بيرنارد هيرمان على موقع ألو سيني (الفرنسية)
- بيرنارد هيرمان على موقع ميوزك برينز (الإنجليزية)
- بيرنارد هيرمان على موقع تيرنر كلاسيك موفيز (الإنجليزية)
- بيرنارد هيرمان على موقع أول موفي (الإنجليزية)
- بيرنارد هيرمان على موقع قاعدة بيانات الأفلام السويدية (السويدية)
- بيرنارد هيرمان على موقع إن إن دي بي (الإنجليزية)
- بيرنارد هيرمان على موقع أول ميوزيك (الإنجليزية)
- بيرنارد هيرمان على موقع ديسكوغز (الإنجليزية)